# 2004 v letectví

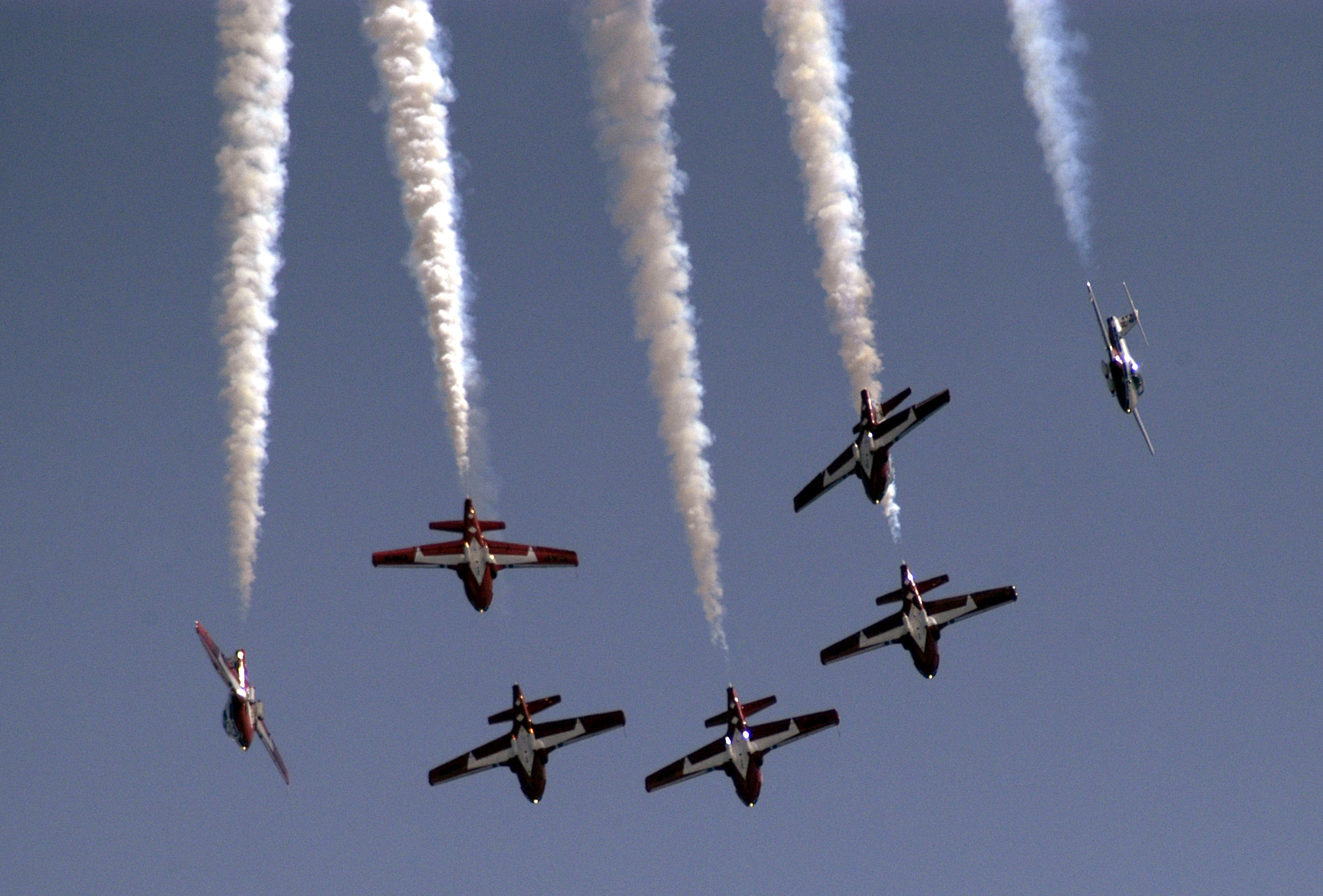
Kanadské stíhací letouny na přehlídce roku 2004

Tento článek obsahuje seznam událostí souvisejících s letectvím, které proběhly roku 2004.

## Události

### Březen
- 27. března – bezpilotní letoun NASA X-43 dosahuje světového rychlostního rekordu pro letouny s atmosférickým motorem, když po krátkou dobu letí rychlostí 7 700 km/hod (sedminásobek rychlosti zvuku)

### Květen
- 5. května – francouzské aerolinie Air France a nizozemské aerolinie KLM se spojují a vytvářejí leteckou společnost Air France-KLM
- 12. května – poslední letouny F-4 Phantom II jsou vyřazeny ze služby u Izraelského letectva

### Červen
- 21. června – SpaceShipOne jako první soukromý raketoplán vynesl člověka do vesmíru a zpět

### Srpen
- 29. srpna – v závodě o Pohár Gordona Bennetta zvítězili Američané Richard Abruzzo a Carol Rymer Davis

### Říjen
- 4. října – SpaceShipOne úspěšně vykonal svůj třetí let do vesmíru a získal tak cenu Ansari X-Prize

### Listopad
- 16. listopadu – NASA X-43 dosahuje rychlostního rekordu M 10 (11 200 km/h)

## První lety
- Aero-Cam Slick 360

### Březen
- 5. března – Virgin Atlantic GlobalFlyer

### Květen
- Boeing E-7 Wedgetail
- 29. května – Aceair AERIKS 200

### Červen
- 21. června – SpaceShipOne, první suborbitální let

### Červenec
- 15. července – Aermacchi M-346
- 20. července – Aerocomp Comp Air Jet

### Říjen
- 16. října – Quest Kodiak

### Prosinec
- 17. prosince – Antonov An-148